# Clumber Park

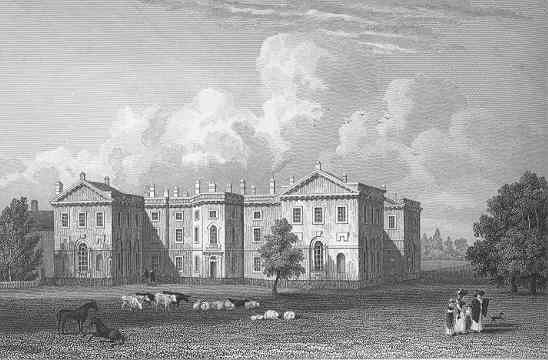
Clumber Park 1829

Clumber Park är en egendom nära Worksop i Nottinghamshire, omfattande 15 km². 
Ursprungligen en klosteregendom under medeltiden, kom den senare att innehas av släkten Holles och kom genom arv under 1700-talet till hertigarna av Newcastle. Under 1760- och 1770-talen byggdes Clumber House efter ritningar av flera olika byggmästare. 1879 förstördes stora delar av slottet genom en våldsam eldsvåda, men dåvarande hertigen lät arkitekten Charles Barry Jr bygga upp slottet igen. En ny eldsvåda härjade 1912 och efter att stått öde under långa perioder, beslöt man att riva alltsammans 1938. 
En del andra byggnader står dock fortfarande kvar, som ett nygotiskt kapell m.m. Hela egendomen överläts under 1940-talet till the National Trust, som har restaurerat parken, som numera är öppen för allmänheten.